# Lieteberg
Lieteberg is een van de toegangspoorten tot het Nationaal Park Hoge Kempen. Deze bevindt zich enkele kilometers buiten het park, aan de Stalkerweg ten zuiden van Zutendaal.
In deze omgeving werd zand en grind gewonnen, waardoor plassen zijn ontstaan.

## Insectenmuseum
Nadat de winning beëindigd was werd er begin jaren 90 van de 20e eeuw door imkers een bevruchtingscentrum voor Carnicabijen opgezet. Hieruit kwamen weer andere activiteiten met betrekking tot insecten voort, zoals een insectentuin en een klein insectenmuseum, dat onder de naam Fascinerende microkosmos. Verder is er een vlinderserre, waar rupsen opgekweekt worden tot vlinders. Ook allerlei activiteiten met betrekking tot insecten worden hier georganiseerd.

## Attracties
- Er is een ondersteuningspunt voor imkers, een bijenvolk dat achter glas kan worden waargenomen, en een klein museum waar allerlei imkerijbenodigdheden van vroeger en nu te vinden zijn. Een aantal bijenkasten en bijenkorven zijn nog in gebruik.
- Het insectenmuseum "fascinerende microkosmos" geeft informatie over insecten en toont er ook een aantal.
- In de vlinderserre zijn vlinders in allerlei biotopen te bewonderen.
- Het blotevoetenpad, waarop men over allerlei ondergronden loopt, met onder meer een doolhof en een uitzichttoren.
- Het compostdemopark, waar verscheidene methoden van composteren worden gedemonstreerd.

Vanuit De Lietenberg vertrekken een aantal gemarkeerde wandelingen. In 2010 werd een bezoekerscentrum geopend. Ook is er een blotevoetenpad, en in aansluiting daarop kan men een uitzichttoren beklimmen.

## Galerij

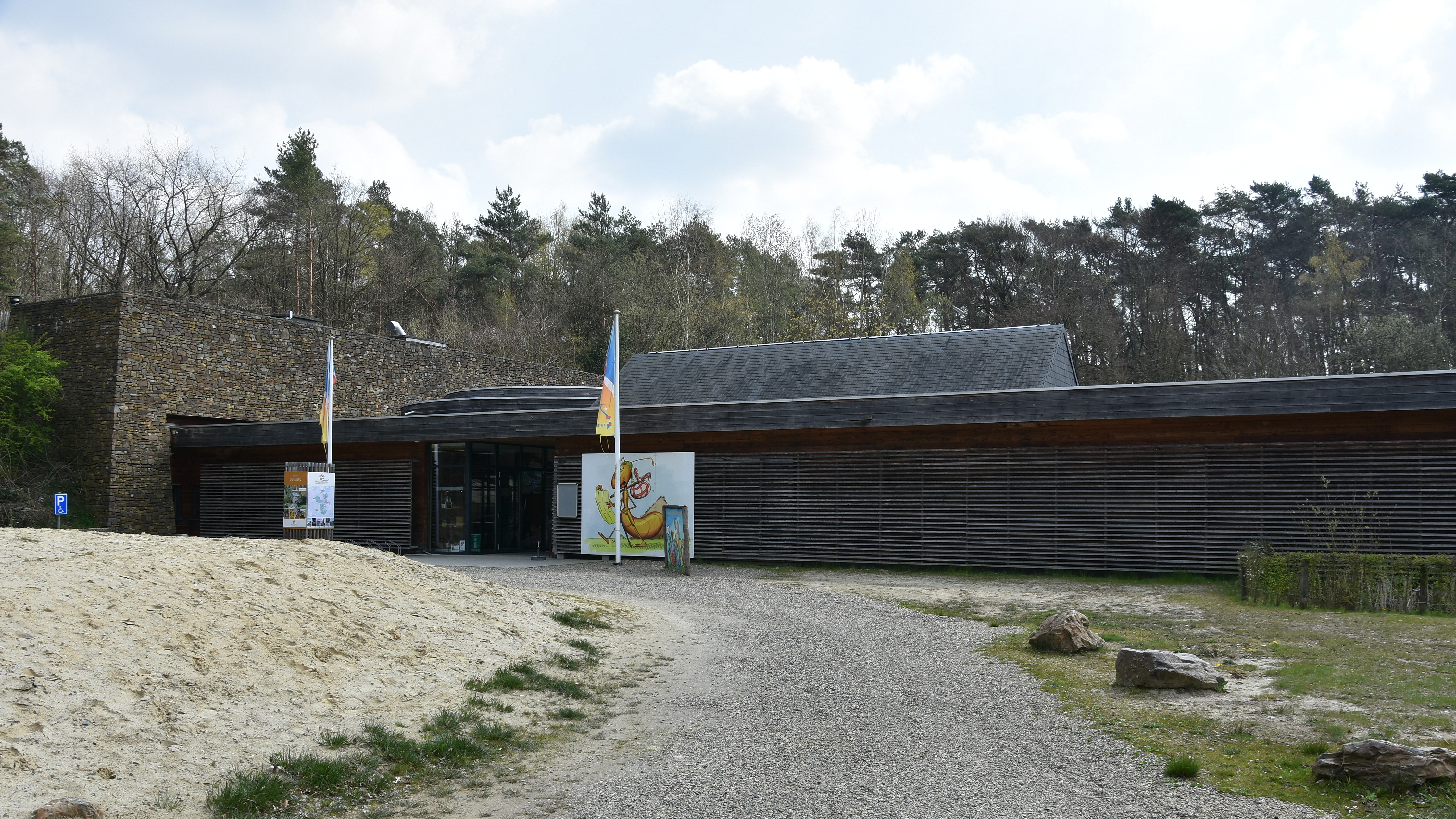
Het bezoekerscentrum
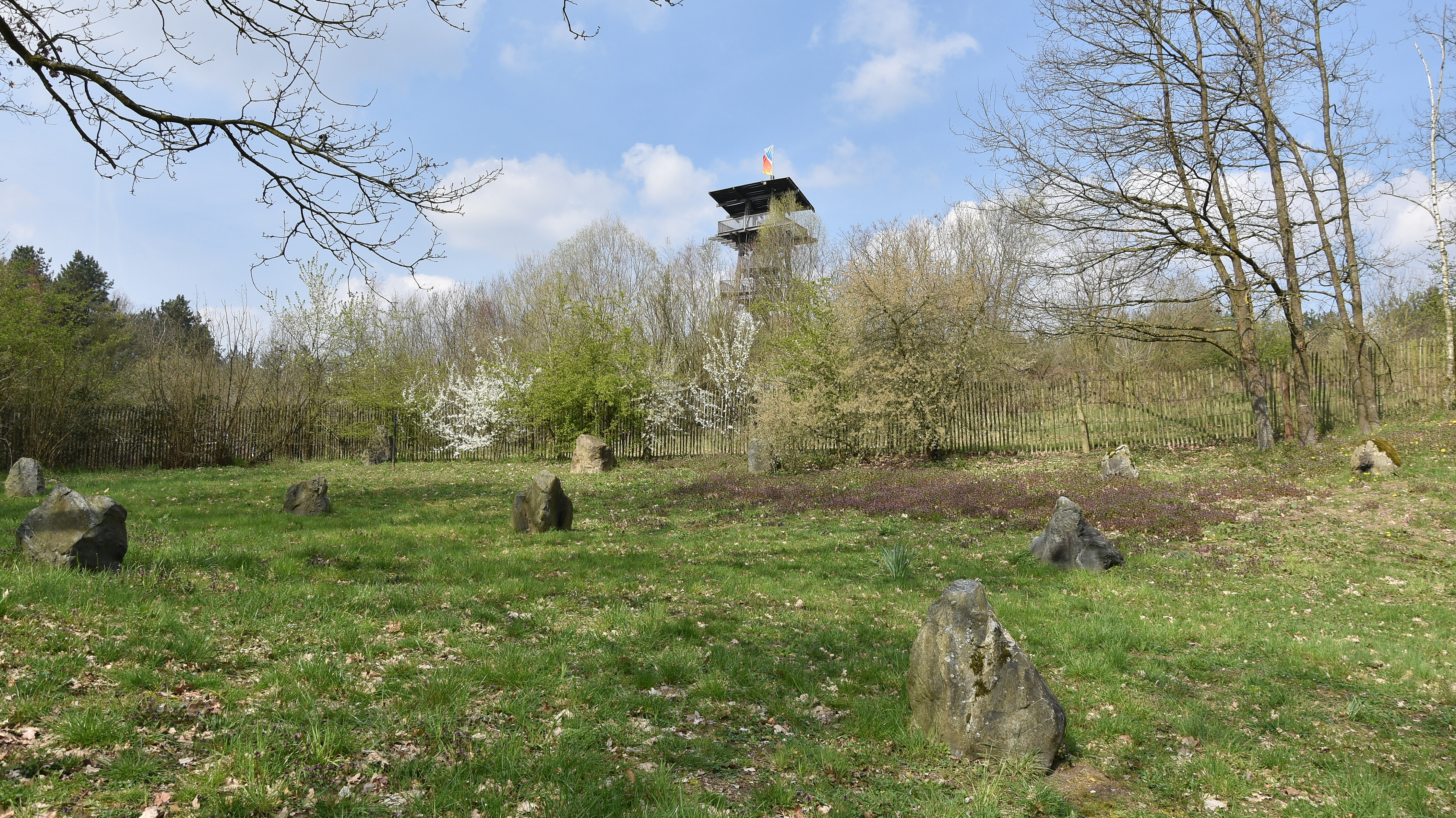
De toren
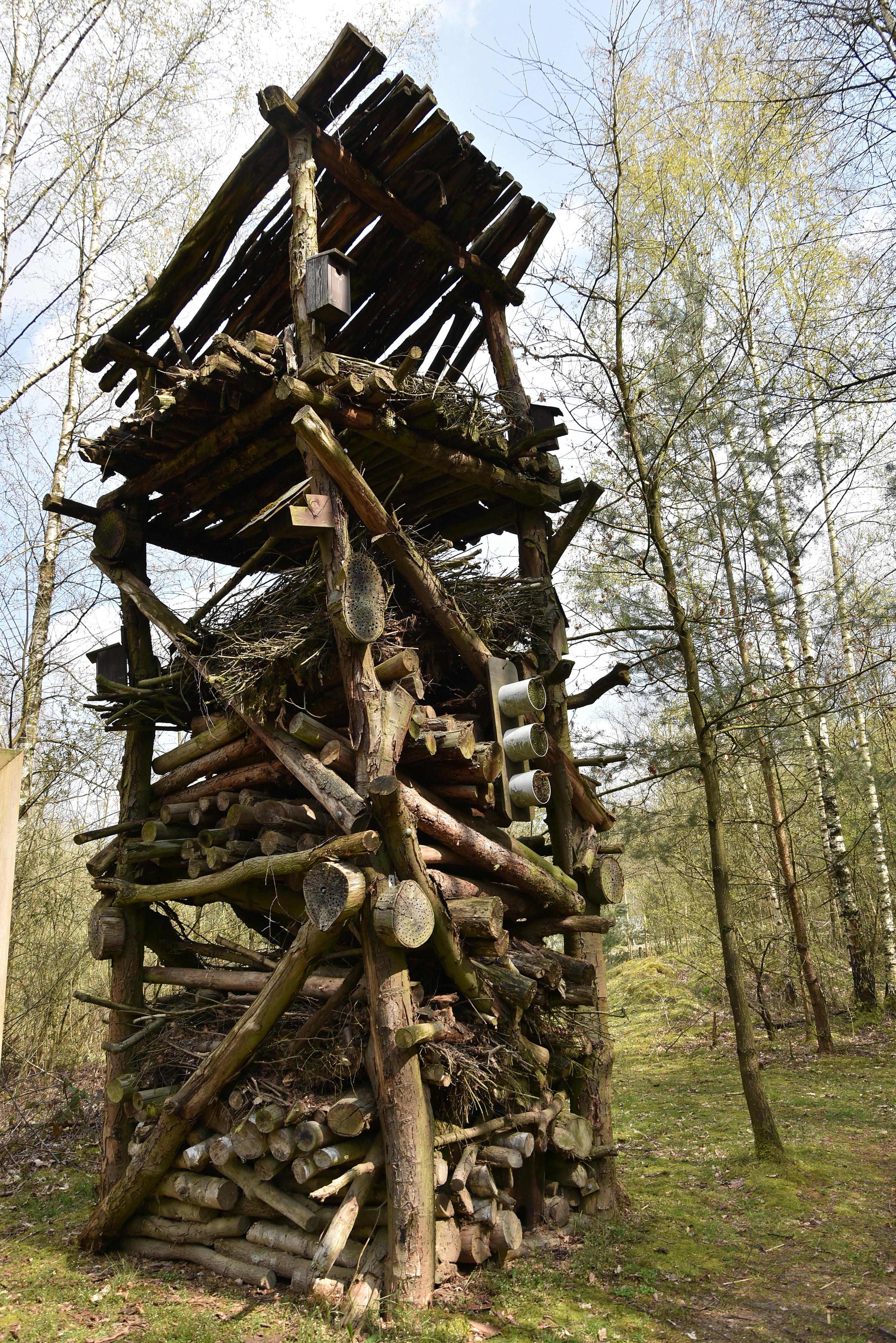
De dierentoren
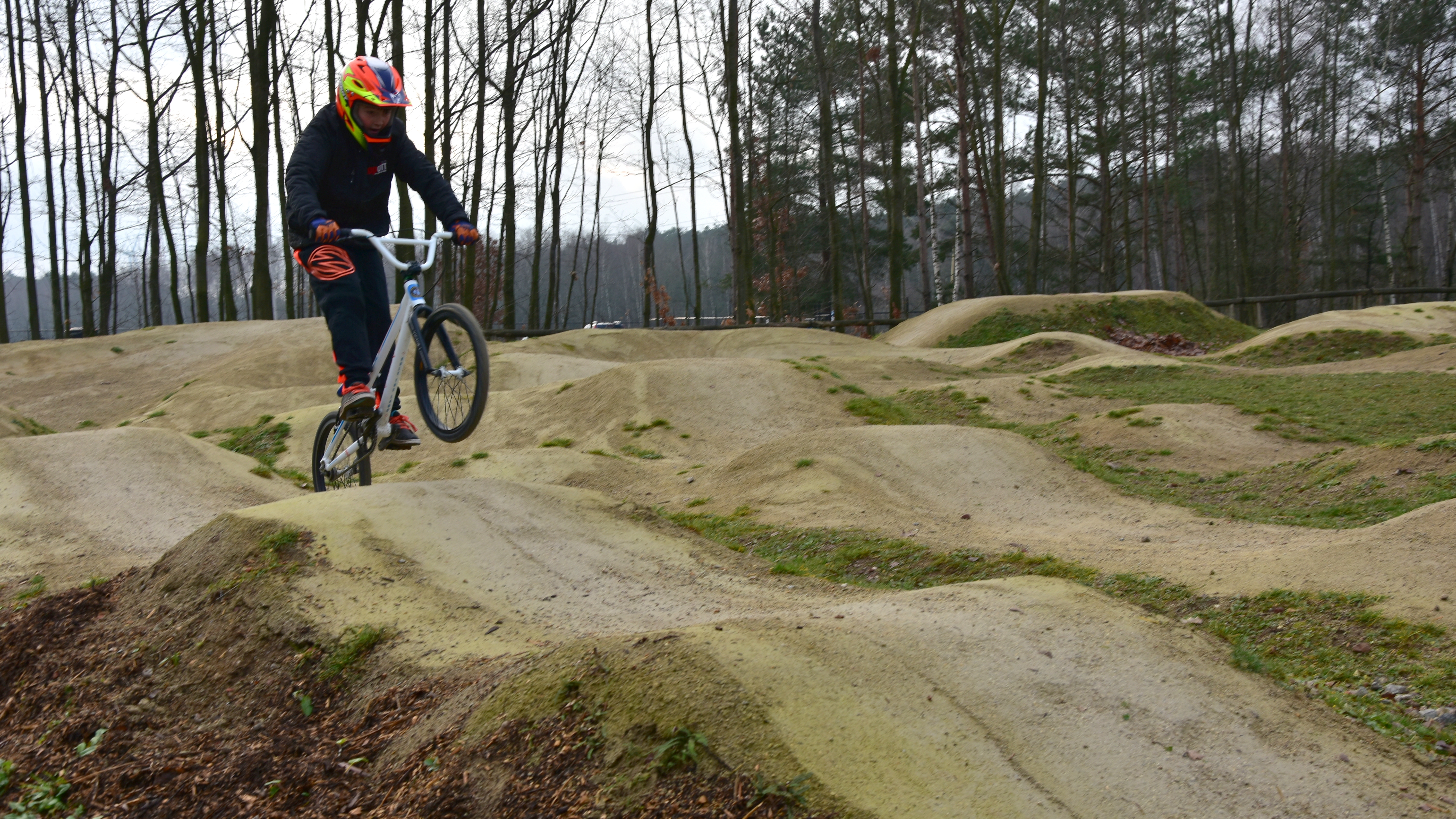
BMX-pumptrack
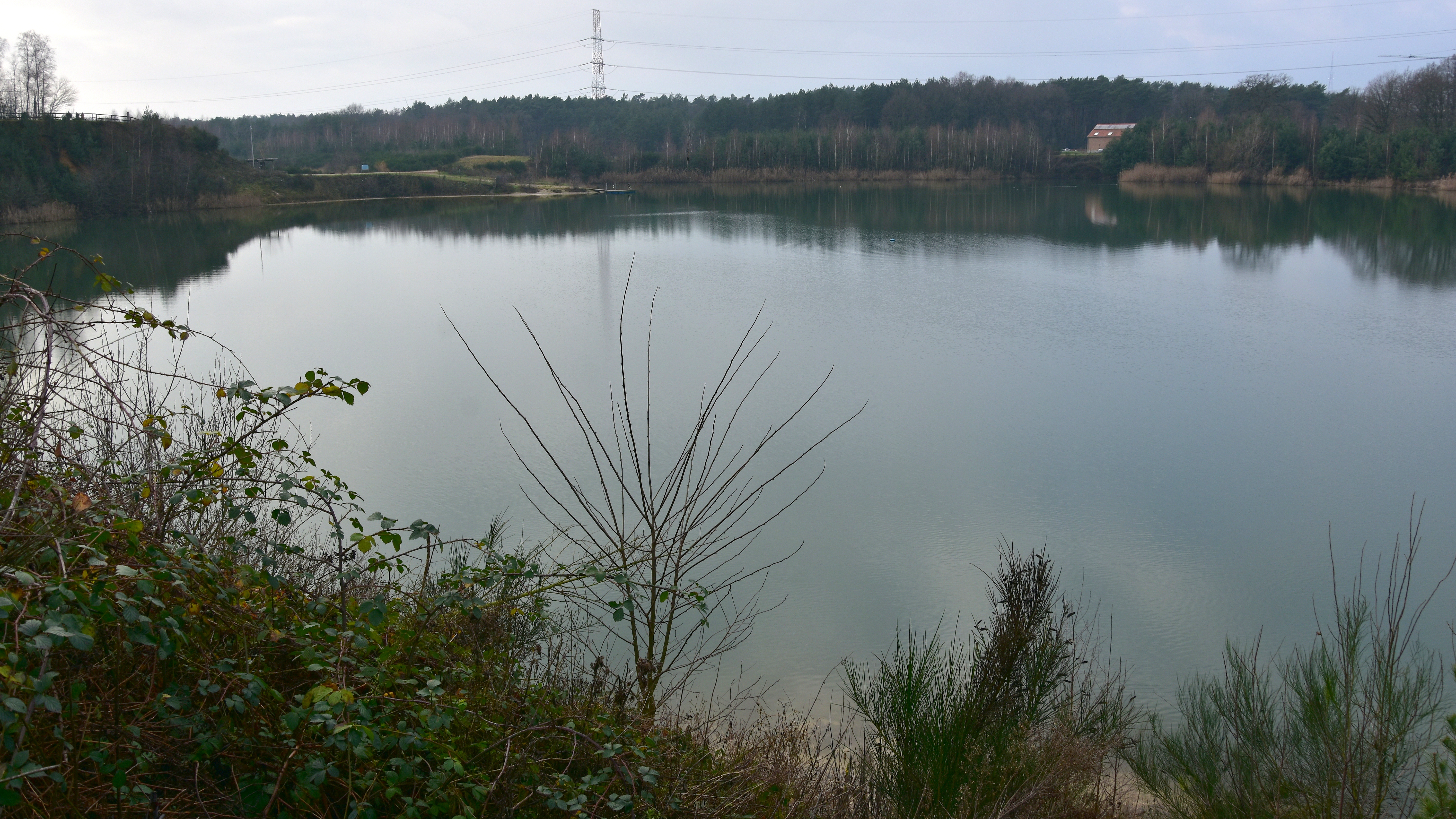
Visvijver